# Arenosetella longiseta
Arenosetella longiseta is een eenoogkreeftjessoort uit de familie van de Ectinosomatidae. De wetenschappelijke naam van de soort is voor het eerst geldig gepubliceerd in 1983 door Kunz.